# Schwarzendamm
Schwarzendamm ist ein Ortsteil der Ortschaft Dönitz und der Stadt Klötze im Altmarkkreis Salzwedel in Sachsen-Anhalt.

## Geographie
Das Dorf Schwarzendamm liegt am Drömling, rund acht Kilometer südwestlich der Innenstadt von Klötze in der Altmark. Nächstgelegene Orte sind Altferchau (knapp ein Kilometer westlich), Dönitz (ein Kilometer nördlich), Kusey (vier Kilometer östlich) und Kunrau (vier Kilometer südlich). Die Jeetze entspringt wenige hundert Meter südwestlich des Ortes am Südlichen Landrücken.

## Geschichte

### Mittelalter bis Neuzeit
Schwarzendamm wurde vor dem Jahre 1789 als Krugetablissement (Gasthof) auf der wüsten Feldmark Prilop angelegt. Am Anfang des 18. Jahrhunderts wurde es von Kolonisten besiedelt. Bereits im Jahre 1833 wurden neben dem Krug Kolonistenhäuser erwähnt. 1840 war der Ort dann ein Kolonistendorf mit einem Krug, sechs Grundsitzern, zwei Einliegern und acht Wohnhäusern.

### Prilop
Das Dorf hieß im Mittelalter Prilop und wurde 1420 in einer Urkunde als wüst bezeichnet: dacz wuste dorff prylopp. Auch 1435 heißt es dat wuste dorp Prylop. Weitere Nennungen sind 1492 prylop und 1598 das wüste dorff Prilop, 1804 Prielop.
Wilhelm Zahn beschreibt die Lage von Prilop im Jahre 1909 so: „Auf dem rechten Ufer der Jeetze, am Südende dea Moores, 1,25 Kilometer südlich von Dünitz, 1 Kilometer östlich von Alt-Ferchau, liegt die Wüstung. Die Stelle der alten Niederlassung heißt noch heute das Dorf. Unmittelbar westlich daran stößt die jetzige Kolonie Schwarzendamm.“

### Eingemeindungen
Bis 1807 gehörte das Dorf zum Salzwedelischen Kreis der Mark Brandenburg in der Altmark. Danach lag es ab 1807 im Kanton Brome und ab 1808 bis 1816 im Kanton Jübar auf dem Territorium des napoleonischen Königreichs Westphalen. Ab 1816 gehörte die Gemeinde zum Kreis Salzwedel, dem späteren Landkreis Salzwedel.
Am 1. April 1938 schlossen sich die Gemeinden Schwarzendamm, Dönitz und Altferchau im Landkreis Salzwedel zu einer neuen Gemeinde mit dem Namen Dönitz zusammen.
Mit der Eingemeindung von Dönitz nach Klötze am 1. Januar 2010 kam der Ortsteil Schwarzendamm zur Stadt Klötze und zur neu errichteten Ortschaft Dönitz.

### Einwohnerentwicklung
| Jahr | Einwohner |
| ---- | --------- |
| 1789 | 06        |
| 1798 | 03        |
| 1801 | 04        |
| 1818 | 20        |
| 1840 | 45        |
| 1864 | 54        |

| Jahr | Einwohner |
| ---- | --------- |
| 1871 | 44        |
| 1885 | 64        |
| 1895 | 61        |
| 1905 | 72        |
| 1910 | 88        |
| 1925 | 82        |

| Jahr | Einwohner |
| ---- | --------- |
| 2017 | [0]51     |
| 2018 | [0]53     |
| 2020 | [00]48    |
| 2021 | [00]48    |
| 2022 | [0]51     |
| 2023 | [0]50     |

Quelle, wenn nicht angegeben, bis 1925:

## Religion
Die evangelischen Christen aus Schwarzendamm sind in die Kirchengemeinde Neuferchau eingekircht, die zur Pfarrei Immekath gehörte. Schwarzendamm gehört heute zum Pfarrbereich Steimke-Kusey im Kirchenkreis Salzwedel im Bischofssprengel Magdeburg der Evangelischen Kirche in Mitteldeutschland.

## Kultur und Sehenswürdigkeiten
- Der Ortsfriedhof liegt im Süden des Dorfes.
- In Schwarzendamm steht ein Denkmal für die Gefallenen des Ersten und Zweiten Weltkrieges, eine Feldsteinpyramide gekrönt von einem Adler.[13]

## Verkehr
Schwarzendamm ist durch Kreisstraßen mit Dönitz und Kunrau sowie Altferchau und Kusey verbunden. Busse verkehren nach Beetzendorf, Klötze und Kunrau, teilweise als Rufbus.